# (39888) 1998 ES20
(39888) 1998 ES20 est un astéroïde de la ceinture principale d'astéroïdes découvert en 1998.

## Description
(39888) 1998 ES20 a été découvert le 3 mars 1998 à l'observatoire de La Silla, au Chili, par Eric Walter Elst.

### Caractéristiques orbitales
L'orbite de cet astéroïde est caractérisée par un demi-grand axe de 2,42 ua, un périhélie de 2,08 ua, une excentricité de 0,14 et une inclinaison de 2,60° par rapport à l'écliptique. Du fait de ces caractéristiques, à savoir un demi-grand axe compris entre 2 et 3,2 ua et un périhélie supérieur à 1,666 ua, il est classé, selon la JPL Small-Body Database, comme objet de la ceinture principale d'astéroïdes.

### Caractéristiques physiques
(39888) 1998 ES20 a une magnitude absolue (H) de 15,4 et un albédo estimé à 0,288.